# Минтан
Минтан (míngtáng 明堂, Зал ясности/сияния; пресветлый чертог. Согласно М. Гранэ, «дом календаря») — центральное архитектурное сооружение в ритуальной системе Древнего Китая, павильон для аудиенций вана Чжоу. Многократно упоминается в доимперских источниках, однако детальное описание появляется только в эпоху Хань. Минтан представляет собой космографическую модель, располагающую вана в центре вселенной.
Представляется в виде квадрата, ориентированного по сторонам света на манер мандалы, зачастую как «магический квадрат» Ло Шу, восемь крайних компонентов которого соответствуют восьми триграммам. Подробное описание подобного рода содержится у Цай Юна 蔡邕 (132—192); трактат Да дай лицзи (zh:大戴礼记, предположительно I в. н. э.) содержит главу «Минтан», указывающую размеры минтана, а также приводящую последовательность чисел, отождествляемую с Ло шу: 294, 753, 618. Та же глава, однако, упоминает альтернативное трактование, связанное с загадочным растением, которое отращивает по листу в день в течение первой половины месяца, а затем по одному из сбрасывает. Отношение этого растения к минтану-постройке не ясно до конца. Раздел упоминает Хаогун 蒿宮, «полынный дворец», которое впоследствии стало обозначать походный шатёр монарха.
В постклассической литературе насчитывается более двадцати различных реконструкций минтана.
Среди интеллектуалов имперского периода, рассматривавших значение минтана — Дун Чжуншу (ок. 179—104 гг. до н. э., приближенный У-ди), Ван Фучжи (1619—1692), Кан Ювэй (1858—1927).

## Археология
Известны три варианта минтана эпохи Хань, два из которых исследованы археологами.
Первый был построен У-ди (правл. 141-87 до н. э.) в Фэнгао, у подножья горы Тай, осенью 109 года. (Предшествующий проект строительства в столице, инициированный 16-летним У-ди под влиянием конфуцианских наставников вскоре после своего воцарения, был подавлен вдовствующей императрицей Доу). Неудобство расположения Минтана У-ди заключалось в удалённости на 800 км от столицы.
Фундамент сооружения, обнаруженный в 1956 году к югу от западноханьской столицы Чанъань, приписывается минтану, построенному в правление Ван Мана в 4-5 гг. н. э. Оно представляло собой квадратную постройку из девяти комнат, окружённую циклическим рвом (согласно Цай Юну, символизировавшим Четыре Моря, окружавших Поднебесную, а также небесную сферу). Постройка минтана была вызвана необходимостью космологической легитимации для нового режима, установленного путём узурпации трона. Минтан Ван Мана был сожжен при захвате столицы в 23 году.
Приказ о постройке третьего минтана был отдан Гуан У-ди в 56 году. В сооружении, возведённом к югу от Лояна, была проведена церемония принятия Небесного мандата Мин-ди в 59 году. Фундамент этого сооружения был обнаружен в 1963 году и исследован в 1978 году, однако отчёт о раскопках был опубликован только в 2010 году.
В 2009—2011 гг. в КНР проводились раскопки остатков минтана в Лояне (zh:洛阳明堂遗址), постройка которого началась в 688 году.

## Другие значения
В поздние эпохи название минтан стало использоваться для обозначения храма предков, а также центральной комнаты в гробнице, стиль которой имитировал земное жильё покойного.
В системе китайской акупунктуры и физиогномики минтаном обозначается нос. Это значение фигурирует уже в раннем медицинском трактате Хуан-ди нэйцзин. Однако там же минтан многократно упоминается как приемная самого Хуан-ди, в которой он задаёт вопросы своим министрам.
В китайской астрономии минтан — название созвездия (zh:明堂 (星官)), соответствующего европейскому созвездию Льва. См. Верховного дворца небосвод 太微垣.
Понятие минтан также используется в геомантии.